# Farkas Gyula-emlékérem (Kolozsvár)
A Farkas Gyula-emlékérem alapításának célja, hogy a romániai magyar nyelvű matematikai és informatikai ismeretek terjesztésében és a tehetséggondozásban kiemelkedő eredményt elért szakemberek tevékenységét elismerje. Az emlékéremmel kifejezett elismerés erkölcsi jellegű, pénzjutalommal nem jár. A Farkas Gyula-emlékérem Széchenyi Kinga műve, művészi kivitelű bronzplakett, Farkas Gyula képével és a következő felirattal: „Farkas Gyula Díj”.
Az emlékérmet évente egy alkalommal, novemberben adják át legfeljebb három személynek A Magyar Tudomány Napja Erdélyben rendezvénysorozat keretében. Az emlékérem odaítélésének előkészítése a Farkas Gyula-emlékérem Bizottság feladata. A Bizottság elnöke a Farkas Gyula Egyesület a Matematikáért és Informatikáért elnöke, tagjai: az Egyesület ügyvezető elnöke, két alelnöke, az EME Matematikai és Informatikai szakosztályának elnöke, titkára, a Radó Ferenc Matematikaművelő Társaság, valamint a Matlap szerkesztőségének egy-egy képviselője.

## Ki volt Farkas Gyula, a névadó?

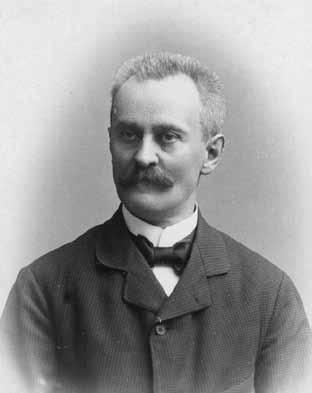
Farkas Gyula

Farkas Gyula (Sárosd, 1847. március 28. – Pestszentlőrinc, 1930. december 26.) magyar matematikus, 1887–1915 között a kolozsvári Ferenc József Tudományegyetem tanára. Többször volt dékán és egyszer rektor.

## A Farkas Gyula-emlékérem eddigi díjazottjai
- 2024
Kovács Katalin (Csíkszereda)
Oláh-Ilkei Árpád (Sepsiszentgyörgy)
Szőcs Péter (Csíkszereda)
- 2023
Cziprok András (Szatmárnémeti)
Dénes Ildikó (Székelyudvarhely)
Spier Tünde (Arad)
- 2022
Mastan Eliza (Nagybánya)
Nagy Örs (Kolozsvár)
Secăreanu Éva (Marosvásárhely)
- 2021
Geváld Júlia (Kolozsvár)
Tamási Csaba (Csíkszereda)
Zsombori Gabriella (Csíkszereda)
- 2020
Bencző Piroska (Gyergyóalfalu)
Deák Éva (Sepsiszentgyörgy)
Păcurar Mária (Temesvár)
- 2019
Szélyes Emőke (Székelyudvarhely)
Vass Csilla (Barót)
Zay Éva (Zilah)
- 2018
Biró G. Albert (Székelyudvarhely)
Gaskó Gabriella (Nagykároly)
Stan Ágota (Marosvásárhely)
- 2017
Egyed Géza (Kézdivásárhely)
Szabó Zoltán (Szászrégen/Marosvásárhely)
Székely Éva (Medgyes)
- 2016
Demeter István Hunor (Csíkszereda) (1976–2022)[1]
Kovács Lajos (Székelyudvarhely)
Nemes András (Temesvár)
- 2015
Bíró Béla (Sepsiszentgyörgy)
Darvas Anna-Mária (Barót)
Mátéfi István (Marosvásárhely)
- 2014
Demeter Csaba (Szatmárnémeti)
Csapó Hajnalka (Csíkszereda)
Mészár Julianna (Nagyszalonta)
- 2013
Dávid Géza (Székelyudvarhely)
Longáver Lajos (Nagybánya)
Simon Ilona (Sepsiszentgyörgy)
- 2012
Bíró Zoltán (Gyergyószentmiklós)
Hatházi Annamária (Kolozsvár) (1958–2013)
Szilágyi Judit (Kolozsvár)
- 2011
Bögözi Mihály (Csíkszereda)
Kacsó Ferenc (Marosvásárhely) (1942–2012)
Szőllősy György (Máramarossziget) (1939–2024)[2]
- 2010
Kovács Béla (Szatmárnémeti)
Péterffy Enikő (Kolozsvár)
Tuzson Zoltán (Székelyudvarhely)
- 2009
Balázs Vilmos (Székelyudvarhely)
Deák Imre (Székelyudvarhely)
Simon József (Csíkszereda)
- 2008
Biró Judit (Sepsiszentgyörgy)
Kürthy Katalin (Kolozsvár)
Olosz Ferenc (Szatmárnémeti)
- 2007
Néda Ágnes (Kolozsvár)
Sebestyén Júlia (Marosvásárhely)
Tárnoky György (Nagyvárad) (1930–2007)
- 2006
Bandi Árpád (Marosvásárhely) (1925–2022)
Bencze Mihály (Brassó)
Farkas Miklós (Segesvár)